# Euro Banking Association
Die Euro Banking Association (EBA, nicht zu verwechseln mit der Europäischen Bankaufsichtsbehörde) ist ein Verband von knapp 200 europäischen Banken und spielt heute eine maßgebliche Rolle in der Finanzindustrie, vor allem als Initiator neuer europäischer Zahlungsverkehrssysteme und als Entwickler ihrer Infrastruktur. Die EBA hat maßgeblich zur Schaffung eines einheitlichen europäischen Binnenmarktes („Single Euro Payments Area (SEPA)“) beigetragen.

## Geschichte und Aufbau
Bei ihrer Gründung 1985 in Paris bestand die Vereinigung aus 19 Mitgliedern: 18 kommerziellen Banken und der Europäischen Investitionsbank. Die Europäische Kommission unterstützte diese Gründung ebenso wie die Bank für Internationalen Zahlungsausgleich (BIZ). Seitdem ist die Mitgliederzahl auf knapp 200 gestiegen: die Institute kommen aus allen Ländern der Europäischen Union sowie aus Norwegen, der Schweiz, Australien, China, Indien, Japan, den USA und den Vereinigten Arabischen Emiraten. Zunächst verstand sich die EBA vor allem als Diskussionsforum für Zahlungsverkehrsspezialisten. Auf der Agenda standen die Förderung der Europäischen Währungseinheit und die Entwicklung und das Management eines Clearingsystems innerhalb Europas. Bis heute besprechen die Entscheidungsträger der europäischen Finanzindustrie auf regelmäßigen EBA-Veranstaltungen aktuelle Themen. Einmal jährlich organisiert die EBA eine große Zahlungsverkehrskonferenz, den EBAday. Der Sitz des Verbands befindet sich in Paris.